# Малинове (селище)
Мали́нове — селище Докучаєвської міської громади Кальміуського району Донецької області, Україна.

## Загальні відомості
Відстань до райцентру становить близько 27 км і проходить переважно автошляхом Н20.
Із серпня 2014 р. перебуває на території, яка тимчасово окупована російськими терористичними військами.

## Населення

### Мова
Розподіл населення за рідною мовою за даними перепису 2001 року:
| Мова       | Кількість | Відсоток |
| ---------- | --------- | -------- |
| російська  | 55        | 59.78%   |
| українська | 36        | 39.13%   |
| білоруська | 1         | 1.09%    |
| Усього     | 92        | 100%     |

За даними перепису 2001 року населення селища становило 92 особи, з них 39,13 % зазначили рідною мову українську, 59,78 % — російську та 1,09 % — вірменську мову.